# Катастрофа C-130 на Кебнекайсе
Катастрофа C-130 на Кебнекайсе — авиационная катастрофа, произошедшая 15 марта 2012 года. Военно-транспортный самолёт C-130J Super Hercules Королевских ВВС Норвегии (норв. Luftforsvaret) врезался в западный склон горы Кебнекайсе недалеко от Кируны, Швеция. Все находившиеся на борту пять членов экипажа погибли.
Шведский авиадиспетчер дал экипажу разрешение, которое вывело самолёт за пределы контролируемого воздушного пространства и ниже вершин гор. Это обстоятельство, оставшееся незамеченным для экипажа, стало основной причиной катастрофы. Сопутствующим фактором стало решение пилотов перевести самолёт в тактический режим, несмотря на то, что тактическая операция не проводилась. В этом режиме система предупреждения о близости с землёй не работает, это означало, что пилоты не были предупреждены о риске столкновения с горой.

## Катастрофа
Самолёт вылетел из аэропорта Эвенеса в 13:40 и должен был прибыть в аэропорт Кируны в 14:30. Самолёт был участником учений «Холодный ответ», в которых также участвовали ВВС Германии, Великобритании, Канады, Дании, Франции, Нидерландов, Швеции и США. Самолёт врезался в западный склон горы Кебнекайсе, самой высокой горы Швеции. По словам представителя полиции, самолёт, вероятно, взорвался после крушения, вызвав сход лавины. В районе схода лавины были обнаружены тела погибших.
На радарах было видно, что самолёт сохранял прямой курс по запланированному маршруту последние 50 км полёта до столкновения. Радары не показывали тактические полёты на малых высотах, несмотря на то, что это был обязательный план для части маршрута, если позволяли погодные условия. Незадолго до крушения шведские авиадиспетчеры в Кируне разрешили «Геркулесу» снизиться до высоты 2134 метра. Эта высота всего на 20 метров выше вершины горы Кебнекайсе. Высота для непрерывной связи с радарами диспетчеров оставалась в распоряжении комиссии по расследованию авиационных происшествий и не разглашалась.

## Самолёт
Разбившийся Lockheed Martin C-130J Super Hercules с регистрационным номером 5630 (серийный номер 10-5630, заводской 382-5630) был четырёхмоторным турбовинтовым военно-транспортным самолётом. Это был один из четырёх таких самолётов, приобретённых норвежскими военными в период с 2008 по 2010 год.
Самолёт имел название Siv.
- Командир воздушного судна (КВС) — 42-летний Столе Гарберг (норв. Ståle Garberg). Налетал 6229 часов.
- Второй пилот — 46-летний Трулс Аудун Орпен (норв. Truls Audun Ørpen). Налетал 3286 часов.

Оба члена экипажа считались опытными лётчиками.

## Жертвы
В момент крушения на борту самолёта находились пять человек (экипаж из четырёх человек и дополнительный пилот). Все они были офицерами Королевских ВВС Норвегии и, по словам главы норвежских вооружённых сил, «среди самых опытных» лётчиков норвежских вооружённых сил. Имена погибших были объявлены военными 16 марта 2012 года.

## Хронология событий
- 13:40: Норвежский самолёт Hercules вылетает из Эвенеса на севере Норвегии и берёт курс на Кируну, Швеция.
- 14:43 Установлена радиосвязь с самолётом.
- 14:5(?) Диспетчерская вышка аэропорта Кируна связалась с самолётом незадолго до исчезновения борта с радаров. Точное время начала радиосвязи и расшифровка переговоров в ходе расследования не публиковались[10].
- 14:56 Последнее наблюдение самолёта на радарах к западу от вершины горы Кебнекайсе высотой 2 118 метров на высоте 2 194 метра[11].

## Последствия катастрофы
После катастрофы, поисковые работы под руководством шведской спасательной службы были начаты, но затруднены из-за снега, ветра и облачности, затрудняющих осмотр территории с помощью спасательных вертолётов. 16 марта в 16:00 по центральноевропейскому времени экипаж норвежского самолёта P-3 Orion, участвовавший в поиске, заметил оранжевый или красный объект на земле в горном хребте Кебнекайсе. Датские вертолёты пытались найти и идентифицировать объект, но из-за погодных условий поиск был прекращён до того, как были обнаружены какие-либо находки. Позже обломки были обнаружены на месте, идентифицированном самолётом Орион. Некоторые детали имели следы пожара и пахли керосином. На кадрах, сделанных самолётом Орион, видно, что по склону горы разлетелись сажа и пепел. С помощью поисковых собак человеческие останки были обнаружены и отправлены на ДНК-экспертизу. Впоследствии 17 марта поиск выживших был прекращён, поскольку было объявлено, что все пять человек на борту погибли, а самолёт был уничтожен. Усилия были сосредоточены на расследовании катастрофы.

## Расследование
Расследование возглавило Шведское управление по расследованию несчастных случаев при участии Норвежского совета по расследованию несчастных случаев. Самолёт был признан полностью разрушенным в результате удара и последующего взрыва.
22 марта начались работы по перемещению обломков с временной следственной базы в Никкалуокте рядом с местом крушения в ангар для самолётов в аэропорту Кируна. Работе мешали неблагоприятные погодные условия. В августе 2012 года и речевой, и параметрический бортовые самописцы были обнаружены и доставлены в Соединённое Королевство, где эксперты из отдела по расследованию авиационных происшествий помогали властям Швеции в сборе данных с двух самописцев, поскольку у Швеции нет опыта расшифровки бортовых самописцев с повреждениями, с которыми, они были найдены.
3 октября 2012 года NRK сообщила, что данные с бортовых самописцев были успешно расшифрованы, а предварительные результаты показали, что система предупреждения о рельефе местности была настроена на посадку, поэтому перед столкновением не было сделано никаких предупреждений.
Выход отчёта о катастрофе неоднократно откладывался и был опубликован Шведским управлением по расследованию авиационных происшествий (Statens haverikommission) 22 октября 2013 года. В нём говорилось:
Катастрофа произошла из-за того, что экипаж не заметил недочётов в указаниях, выданных диспетчерами, и рисков, связанных с соблюдением этих указаний, в результате чего воздушное судно покинуло контролируемое воздушное пространство и летело на высоте, которая была ниже, чем окружающая местность
В 2019 году стало известно, что у летного экипажа не было карты, показывающей высоту горы Кебнекайсе. На выданной им карте информации о местности в Швеции было мало или она была неверной, причина заключалась в том, что у ВВС не было картографических данных Швеции. Это были подробности, которые не были чётко отражены в отчете о катастрофе, но внутреннее расследование ВВС, которое было начато после того, как бывший сотрудник ВВС уведомил об этом в 2017 году, вывело новые подробности.